# Carlin (Nevada)
Carlin é uma cidade localizada no estado americano de Nevada, no condado de Elko.

## Geografia
De acordo com o United States Census Bureau, a cidade tem uma área de 27 km², onde todos os 27 km² estão cobertos por terra.

### Localidades na vizinhança
O diagrama seguinte representa as localidades num raio de 72 km ao redor de Carlin. 

## Demografia
Segundo o censo nacional de 2010, a sua população é de 2 368 habitantes e sua densidade populacional é de 87,6 hab/km². Possui 1 043 residências, que resulta em uma densidade de 38,6 residências/km².